# NGC 4550
NGC 4550 је спирална галаксија у сазвежђу Девица која се налази на NGC листи објеката дубоког неба.
Деклинација објекта је + 12° 13' 15" а ректасцензија 12h 35m 30,6s. Привидна величина (магнитуда) објекта NGC 4550 износи 11,5 а фотографска магнитуда 12,5. Налази се на удаљености од 16,825 милиона парсека од Сунца. NGC 4550 је још познат и под ознакама UGC 7757, MCG 2-32-147, CGCG 70-182, VCC 1619, PGC 41943.